# Bunodactis reynaudi
Bunodactis reynaudi is een zeeanemonensoort uit de familie Actiniidae.
Bunodactis reynaudi is voor het eerst wetenschappelijk beschreven door Milne Edwards in 1857.